# Pachysylvia muscicapina
El verdillo atrapamoscas (Pachysylvia muscicapina), también denominado verderón atrapamoscas (en Venezuela), vireillo de pecho claro, vireo de mejillas crema, o verderón del Guainía, es una especie de ave paseriforme de la familia Vireonidae perteneciente al género Pachysylvia (antes colocado en Hylophilus). Es nativo del norte de América del Sur. 

## Distribución y hábitat
Se distribuye desde el sur y este de Venezuela, por Guyana, Surinam, Guayana francesa, norte y centro oeste de Brasil y noreste de Bolivia.
Es bastante común en la canopia, subcanopia y bordes de selvas húmedas hasta los 1100 m s. n. m. de altitud.

## Descripción
Pico oscuro arriba y rosado debajo; ojos castaños; corona y nuca grises; dorso oliva, frente y mejillas color ante o crema, que se extiende a los lados del cuello y riega el pecho; garganta y vientre blancuzco que se hace amarillo bajo la cola. Mide en promedio 12 cm y pesa 11 g. Es insectívora.

## Sistemática

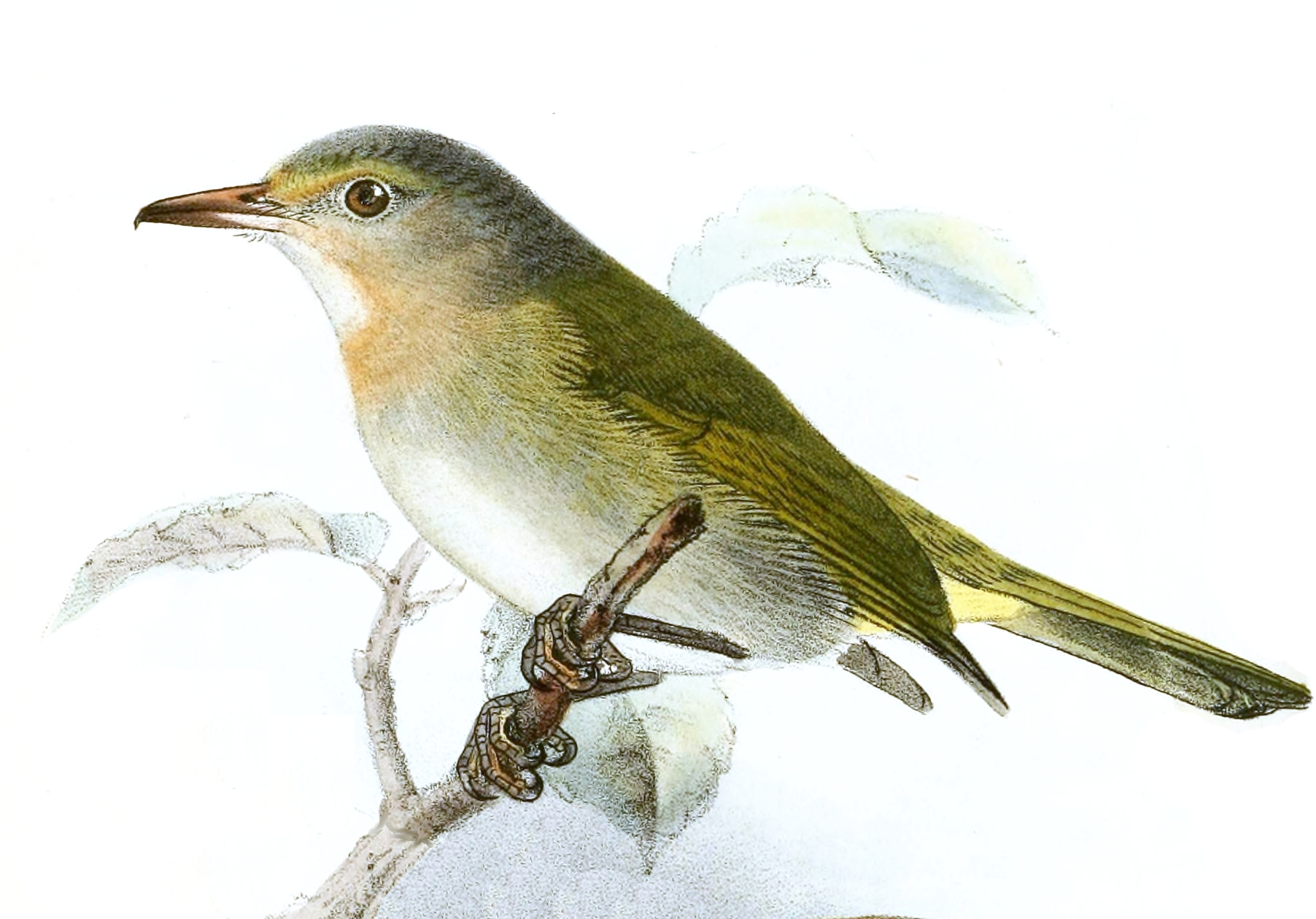
Pachysylvia muscicapina; ilustración de Keulemans para The Ibis, 1881.

### Descripción original
La especie P. muscicapina fue descrita por primera vez por los zoólogos británicos Philip Lutley Sclater y Osbert Salvin en 1873 bajo el nombre científico Hylophilus muscicapinus; la localidad tipo es: «St Louis d'Oyapok, Guayana francesa».

### Taxonomía
Los estudios de Slager et al. (2014) produjeron una extensa filogenia de la familia Vireonidae y demostraron que el género Hylophilus era polifilético, compuesto de 4 clados dentro de la familia Vireonidae.  Slager y Klicka (2014) establecieron la necesidad de cuatro géneros para reflejar esta diversidad. El clado conteniendo las especies de iris oscuro, habitantes de la canopia y de cantos más complejos, incluyendo la presente, fue agrupado en un género resucitado Pachysylvia. Desde que Pachysylvia es femenino, el nuevo nombre científico pasa a ser: Pachysylvia muscicapina.
Los cambios taxonómicos descritos fueron reconocidos mediante la aprobación de la Propuesta N° 656 al Comité de Clasificación de Sudamérica (SACC) en noviembre de 2014. La clasificación Clements Checklist v.2015 y el Comité Brasileño de Registros Ornitológicos (CBRO) adoptan los cambios descritos, mientras el Congreso Ornitológico Internacional (IOC) (versión 6.2., 2016) todavía no los ha incorporado.

### Subespecies
Según las clasificaciones del IOC y Clements se reconocen dos subespecies, con su correspondiente distribución geográfica:
- Pachysylvia muscicapina muscicapina (P.L. Sclater & Salvin, 1873) - sur y este de Venezuela (Amazonas, Bolívar), las Guayanas, y norte de Brasil (hacia el sur hasta la orilla norte del río Amazonas).
- Pachysylvia muscicapina griseifrons Snethlage, 1907 - Brasil al sur del Amazonas (desde el río Madeira al este hasta el Tapajós, sur de Mato Grosso y sur de Goiás) y extremo noreste de Bolivia.